# Lekkoatletyka na Igrzyskach Południowego Pacyfiku 1971
Lekkoatletyka na Igrzyskach Południowego Pacyfiku 1971 – zawody lekkoatletyczne podczas Igrzysk Południowego Pacyfiku w Papeete.

## Rezultaty

### Mężczyźni
| Konkurencja                        |                                                                                     | Wynik   |                                                                                     | Wynik   |                                                                                    | Wynik   |
| ---------------------------------- | ----------------------------------------------------------------------------------- | ------- | ----------------------------------------------------------------------------------- | ------- | ---------------------------------------------------------------------------------- | ------- |
| Bieg na 100 metrów                 | Joseph Wéjièmé                                                                      | 10,7    | Jean Bourne                                                                         | 10,7    | Alexandre Aunoa                                                                    | 10,8    |
| Bieg na 200 metrów                 | Jean Bourne                                                                         | 22,0    | Samuela Yavala                                                                      | 22,1    | Paul Maraga                                                                        | 22,4    |
| Bieg na 400 metrów                 | Samuela Yavala                                                                      | 48,2    | Saimoni Jioji                                                                       | 49,3    | Goa Koiti                                                                          | 50,0    |
| Bieg na 800 metrów                 | Phillip Kayo                                                                        | 1:54,1  | (Wyspy Salomona) Barry Morgan                                                       | 1:55,4  | Samuela Bulai                                                                      | 1:55,5  |
| Bieg na 1500 metrów                | Samuela Bulai                                                                       | 4:03,5  | Raka Vele                                                                           | 4:03,8  | Alain Julien                                                                       | 4:09,0  |
| Bieg na 5000 metrów                | Usaia Sotutu                                                                        | 15:15,4 | Ala Loi                                                                             | 15:20,4 | John Kokinai                                                                       | 15:34,8 |
| Bieg na 10 000 metrów              | Usaia Sotutu                                                                        | 32:14,6 | Ala Loi                                                                             | 32:33,8 | Tom Brandt                                                                         | 43:17,4 |
| Maraton                            | André Petersen                                                                      | 2:50:50 | Tom Brandt                                                                          | 2:51:59 | Gari Vagi                                                                          | 2:53:53 |
| Bieg na 3000 metrów z przeszkodami | Usaia Sotutu                                                                        | 9:24,0  | John Kokinai                                                                        | 9:31,2  | Ala Loi                                                                            | 9:35,8  |
| Bieg na 110 metrów przez płotki    | Penisimani Tuipulotu                                                                | 14,6    | Raki Leka                                                                           | 15,1    | Charles Tétaria                                                                    | 15,1    |
| Bieg na 400 metrów przez płotki    | Penisimani Tuipulotu                                                                | 53,6    | Marcel Blameble                                                                     | 55,7    | Moses Purpuruk                                                                     | 56,4    |
| Skok wzwyż                         | Pierre Léontieff-Téahu                                                              | 2,06    | Paul Poaniewa                                                                       | 2,06    | Jean Salmon                                                                        | 1,98    |
| Skok o tyczce                      | Stanley Drollet                                                                     | 4,40    | Bernard Balastre                                                                    | 4,20    | Yannick Bonnet de Larbogne                                                         | 4,10    |
| Skok w dal                         | Kila Raula                                                                          | 7,11    | Léonard Angexetine                                                                  | 6,96    | Christian Kaddour                                                                  | 6,91    |
| Trójskok                           | Piewavagi Waea                                                                      | 15,01   | Bula Tora                                                                           | 14,80   | Léonard Angexetine                                                                 | 14,74   |
| Pchnięcie kulą                     | Arnjolt Beer                                                                        | 18,07   | William Buchanan                                                                    | 15,97   | Lolesio Tuita                                                                      | 14,52   |
| Rzut dyskiem                       | Arnjolt Beer                                                                        | 49,98   | Martial Bone                                                                        | 49,06   | William Buchanan                                                                   | 44,08   |
| Rzut młotem                        | Martial Bone                                                                        | 48,38   | John Warnock                                                                        | 44,66   | Arnjolt Beer                                                                       | 44,00   |
| Rzut oszczepem                     | Lolesio Tuita                                                                       | 71,10   | Steven Vairaaroa                                                                    | 64,48   | Nowe Hebrydy Talper Nial                                                           | 62,40   |
| Dziesięciobój                      | Charles Tétaria                                                                     | 6556    | Raki Leka                                                                           | 6426    | Sanitesi Latu                                                                      | 6328    |
| Sztafeta 4 × 100 metrów            | Polinezja Francuska · Jean Salmon · Alexandre Aunoa · Jean Bourne · Charles Tétaria | 41,8    | Fidżi · Jone Soro · Roy Thomas · Samuela Yavala · Tony Moore                        | 41,8    | Papua-Nowa Gwinea · Paul Maraga · Silas Tita · Kila Raula · John McCubbery         | 42,7    |
| Sztafeta 4 × 400 metrów            | Fidżi · Seru Gukilau · Saimoni Jioji · Usaia Sotutu · Samuela Yavala                | 3:18,5  | Papua-Nowa Gwinea · Moses Purpuruk · Goa Koite · John McCubbery · Phillip John Kayo | 3:19,6  | Nowa Kaledonia · Yannick Blanc · Alain Julien · Patrick Ardimani · Marcel Blameble | 3:25,3  |

### Kobiety
| Konkurencja                     |                                                                            | Wynik  |                                                                                       | Wynik  |                                                                           | Wynik  |
| ------------------------------- | -------------------------------------------------------------------------- | ------ | ------------------------------------------------------------------------------------- | ------ | ------------------------------------------------------------------------- | ------ |
| Bieg na 100 metrów              | Keta Iongi                                                                 | 12,9   | Salitia Pipit                                                                         | 12,9   | Danièle Guyonnet                                                          | 13,0   |
| Bieg na 200 metrów              | Salitia Pipit Keta Iongi                                                   | 25,8   | Miriama Tuisorisori                                                                   | 25,8   | Keta Iongi                                                                | 26,0   |
| Bieg na 400 metrów              | Salitia Pipit                                                              | 58,1   | Make Liku                                                                             | 59,4   | Gaet Nim                                                                  | 59,4   |
| Bieg na 800 metrów              | Salitia Pipit                                                              | 2:31,1 | (Wyspy Salomona) Lucia Likonia                                                        | 2:31,4 | (Wyspy Salomona) Elisabeth Tito                                           | 2:34,3 |
| Bieg na 1500 metrów             | Make Liku                                                                  | 5:11,3 | Seini Debui                                                                           | 5:11,7 | (Wyspy Salomona) Lucia Likonia                                            | 5:12,8 |
| Bieg na 100 metrów przez płotki | Danièle Guyonnet                                                           | 15,0   | Keta Iongi                                                                            | 15,2   | Miriama Tuisorisori                                                       | 15,4   |
| Skok wzwyż                      | Henriette Wahuzue                                                          | 1,58   | Ines Elocie                                                                           | 1,53   | Lauria Meindu                                                             | 1,51   |
| Skok w dal                      | Ines Elocie                                                                | 5,45   | Nancy Kennedy                                                                         | 5,39   | Miriama Tuisorisori                                                       | 5,36   |
| Pchnięcie kulą                  | Marie-Claude Wetta                                                         | 12,60  | Lavah Tingdai                                                                         | 11,86  | Atanasia Fenuafanote                                                      | 11,61  |
| Rzut dyskiem                    | Marie-Claude Wetta                                                         | 41,42  | Danielle Sakoumory                                                                    | 38,82  | Nowe Hebrydy Didin Kaltakae                                               | 36,98  |
| Rzut oszczepem                  | Soana Simutoga                                                             | 42,16  | Marguerite Wabet                                                                      | 40,82  | Kuniguda Namur                                                            | 39,14  |
| Pięciobój                       | Miriama Tuisorisori                                                        | 3389   | Meg Taylor                                                                            | 3386   | Eleanor Phillips                                                          | 3383   |
| Sztafeta 4 × 100 metrów         | Fidżi · Lili Bola · Miriama Tuisorisori · Torika Cavuka · Eleanor Phillips | 49,4   | Nowa Kaledonia · Louise Kauma · Ines Elocie · Pierette Barthelemy · Sylviane Cailleux | 49,6   | Papua-Nowa Gwinea · Salitia Pipit · Gaet Nim · Meg Taylor · Nancy Kennedy | 50,4   |